# Ciply
Ciply est un village à quelques kilomètres sud de la ville de Mons, dont il fait aujourd'hui administrativement partie, dans le Hainaut (Région wallonne de Belgique). C'était une commune à part entière avant la fusion des communes de 1977.

## Évolution démographique
- Sources : INS, Rem. : 1831 jusqu'en 1970 = recensements, 1976 = nombre d'habitants au 31 décembre.

## Histoire
Le village était jadis partagé entre deux seigneuries, séparées par la voie romaine Bavay-Utrecht. Il y avait celle de Ciply et celle dite de Montroeul. Chaque seigneurie avait ses maïeurs et échevins. Le village apparut (pour la première fois) dans une donation de l´empereur Otto I. pour l´abbaye de Crespin en 973 (Regesta Imperii II., 560). L'abbaye de Bélian (Mesvin) y créa une école dès le XVIe siècle. Après plusieurs contestations concernant les limites du village, celles-ci furent finalement fixées en 1805.
Ciply a toujours vécu de ses ressources agricoles : cultures de céréales, du lin et de betteraves, ainsi que de l'élevage de moutons au cours du XIXe siècle.
Le sous-sol de Ciply est un des plus riches de la région sur le plan crayeux et son extraction y était fort ancienne (celle-ci s'est arrêtée avant la Seconde Guerre mondiale). Déjà en 1844 Alphonse Wauters décrivait à Ciply une vaste grotte dans le calcaire nommée le trou des Sarrazins.

### Les Hospitaliers
En 1177, les Hospitaliers de l'ordre de Saint-Jean de Jérusalem possédaient un fief.

## Économie

### Exploitation Charbonnière
L'industrie houillère, qui avait débuté en 1859, s'arrêta définitivement en 1928 avec l'arrêt des Charbonnages d'Hyon-Ciply. La concession est reprise en 1947 par la S.A. John Cockerill et exploitée par les puits de Crachet et Agrappe-Escoufiaux.

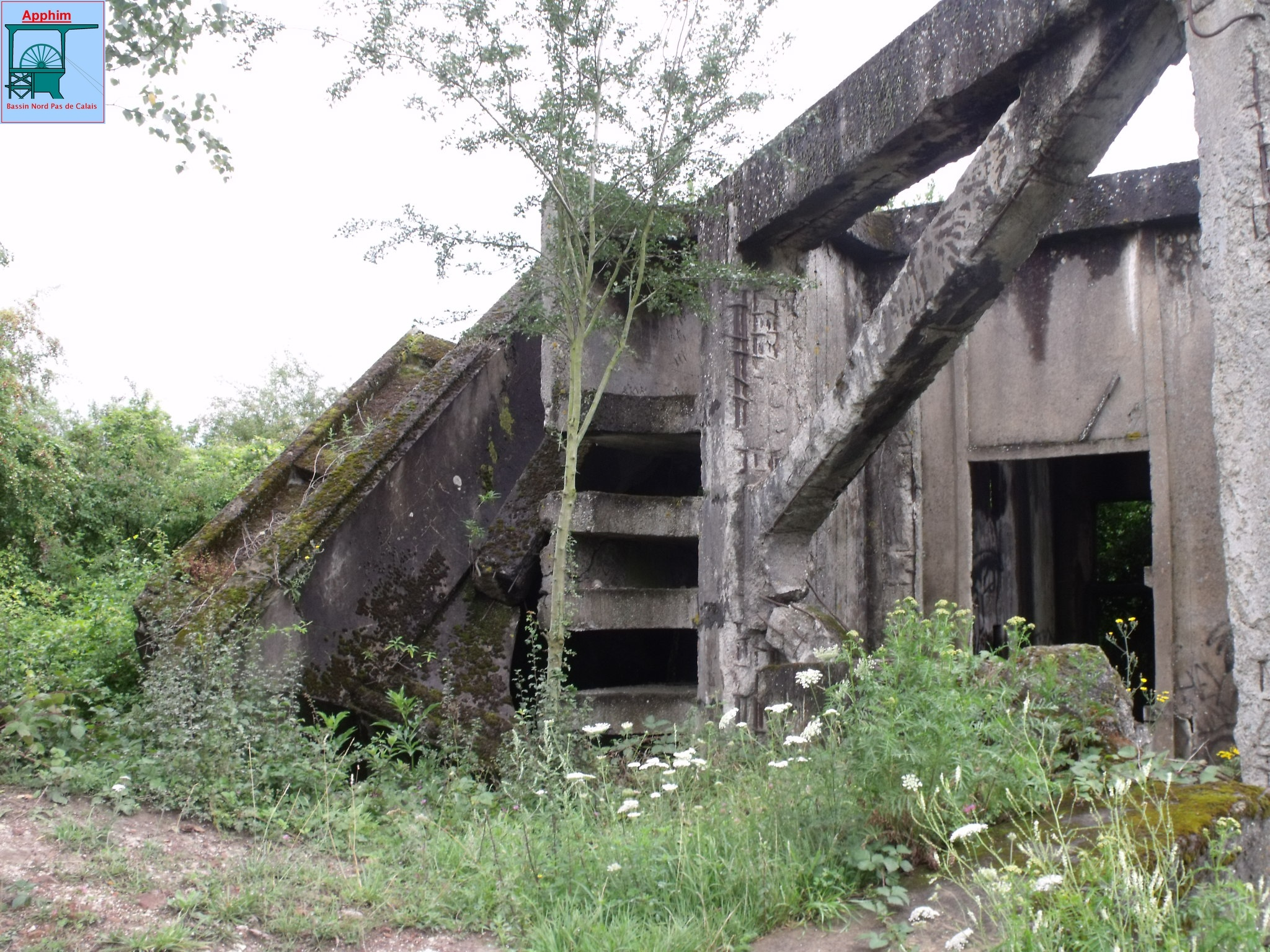
Le châssis à molette du puits no 2 à Ciply, abattu depuis 70 ans, se trouve encore sur le site. 22/07/2011.

## Personnages célèbres
- Nicolas-Joseph Gérin né à Ciply vers 1778 et décédé à Douai en 1798, dit "Jean-Pierre de Ciply", était un brigand de grand chemin. Il fut le dernier lieutenant du brigand Antoine-Joseph Moneuse, dans la bande des Chauffeurs du Hainaut.